# Skat

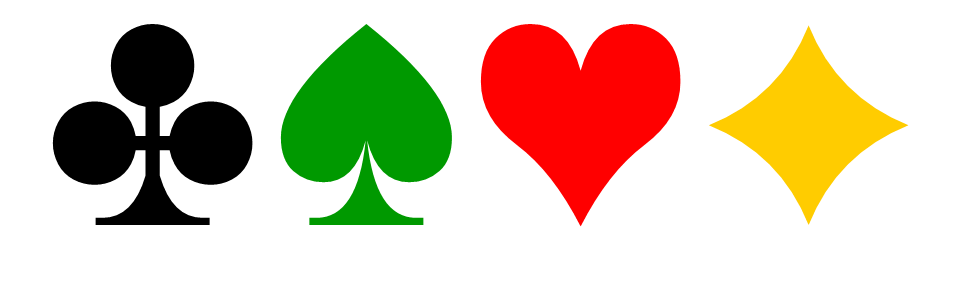
Kolory w talii turniejowej

Skat (śl. szkat) – gra karciana dla trzech osób polegająca na braniu lew i zbieraniu punktów za karty.  Za miejsce powstania gry uchodzi miasto Altenburg w Turyngii, gdzie wydarzyło się to w okolicach 1815 r. Największą popularnością cieszy się w kraju pochodzenia oraz Polsce, w szczególności na Górnym Śląsku (stąd zwana jest niekiedy „śląskim brydżem”) oraz miejscami w Wielkopolsce i na Kaszubach. Gra charakteryzuje się nietypowym starszeństwem kart, zależnym od wybranej rozgrywki.

## Talia

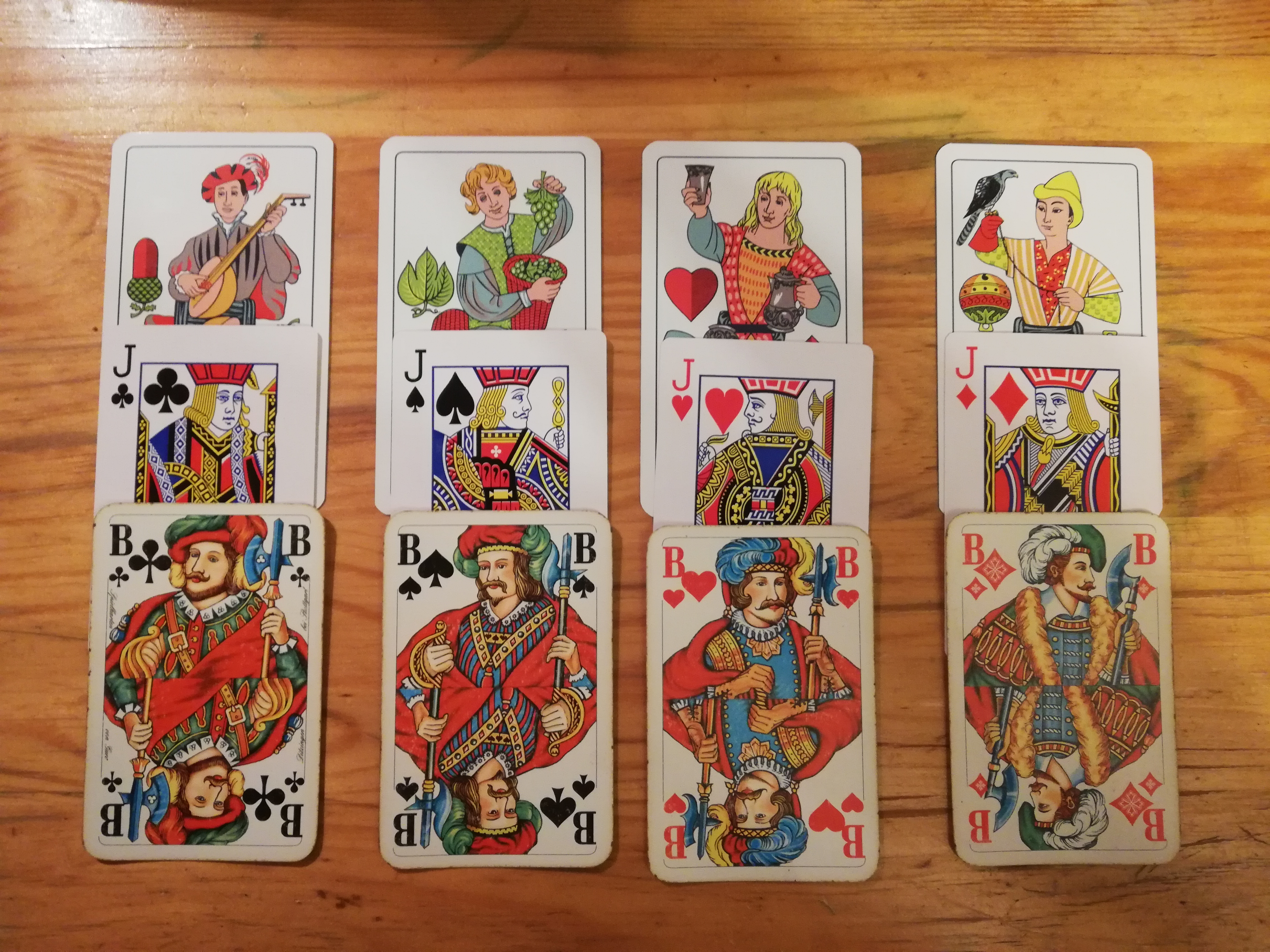
Porównanie niżników z talii typu polskiego z waletami (wzór angloamerykański i niemiecki)

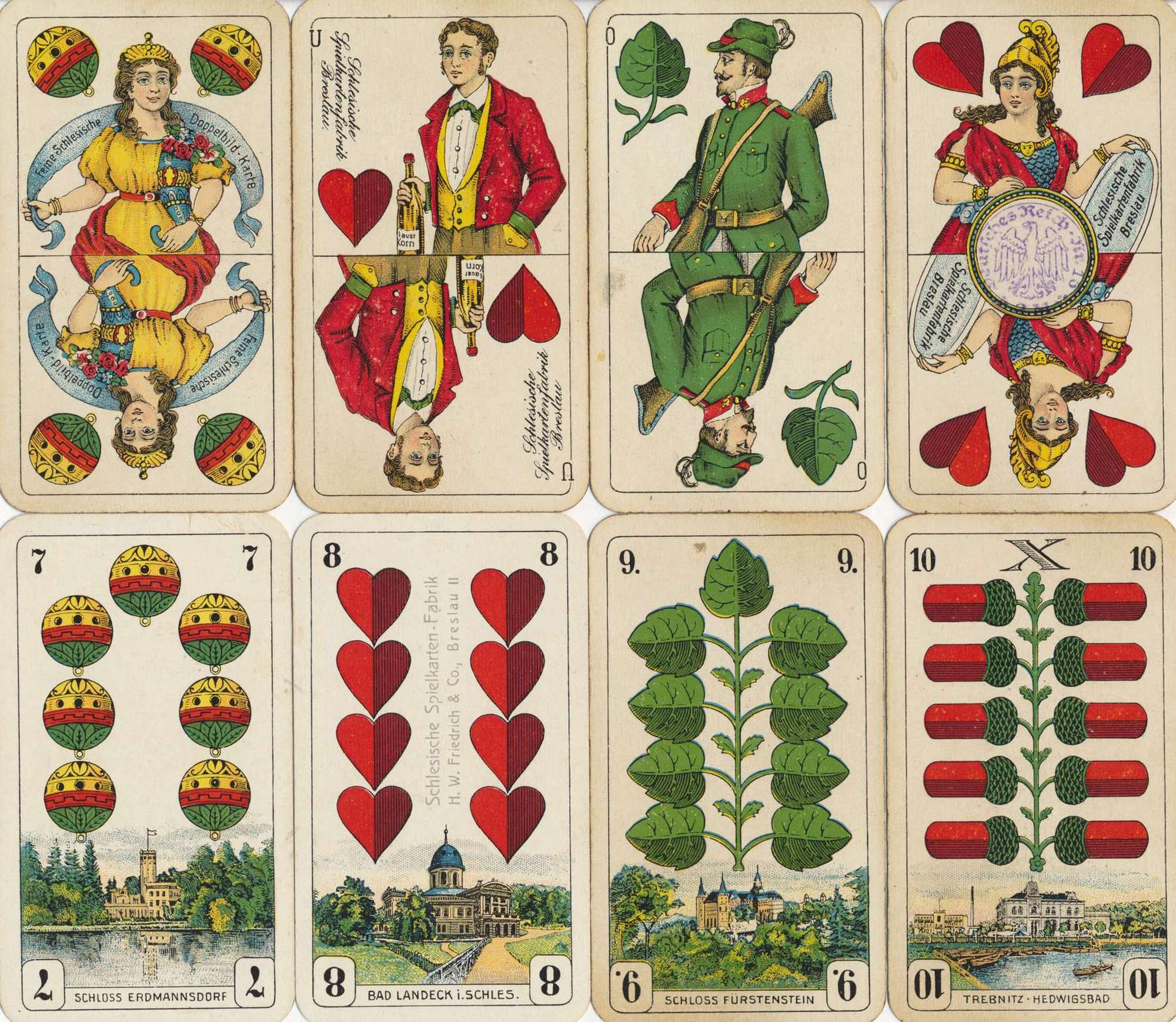
Wzór pruski (typ niemiecki, podtyp północnoniemiecki) - najpopularniejszy do gry w skata w Polsce

Talia do skata składa się z 32 kart w czterech kolorach i ośmiu wartościach. W Polsce do gry w skata używa się tradycyjnie kart typu niemieckiego.
| talia francuska | talia niemiecka (polska) |
| --------------- | ------------------------ |
| trefl (♣)       | żołądź, krojc ()         |
| pik (♠, ♠)      | wino, grin ()            |
| kier (♥)        | czerwień, herc ()        |
| karo (◆, ◆)     | dzwonek, szel ()         |

| talia francuska | talia niemiecka (polska)       | oczka |
| --------------- | ------------------------------ | ----- |
| as (A)          | tuz (A)                        | 11    |
| król (K)        | król (K)                       | 4     |
| dama (D)        | wyżnik, ober (O)               | 3     |
| walet (W)       | niżnik, unter (U)              | 2     |
| dziesiątka (10) | dziesiątka, cyjna, kralka (10) | 10    |
| dziewiątka (9)  | dziewiątka (9)                 | 0     |
| ósemka (8)      | ósemka (8)                     | 0     |
| siódemka (7)    | siódemka (7)                   | 0     |

Na turniejach organizowanych w Niemczech używa się zmodyfikowanej talii francuskiej, w której piki są zielone, a kara żółte lub pomarańczowe (♣ ♠ ♥ ◆). Przyczyną jej stworzenia była różnorodność pod względem rodzaju kart używanych do gry w różnych regionach kraju - w jednych (np. Bawarii i Saksonii) preferowano talię niemiecką, a w innych francuską. W talii typu niemieckiego wina są oznaczone zielonym listkiem, dzwonki są zazwyczaj złote, żołędzie mają różne barwy zaś w obu taliach serca są czerwone; stąd wystarczyło zmienić jedynie ubarwienie kar i pików. Do kompromisu doszło po ponownym zjednoczeniu się Niemiec.

## Zasady gry

### Wstęp

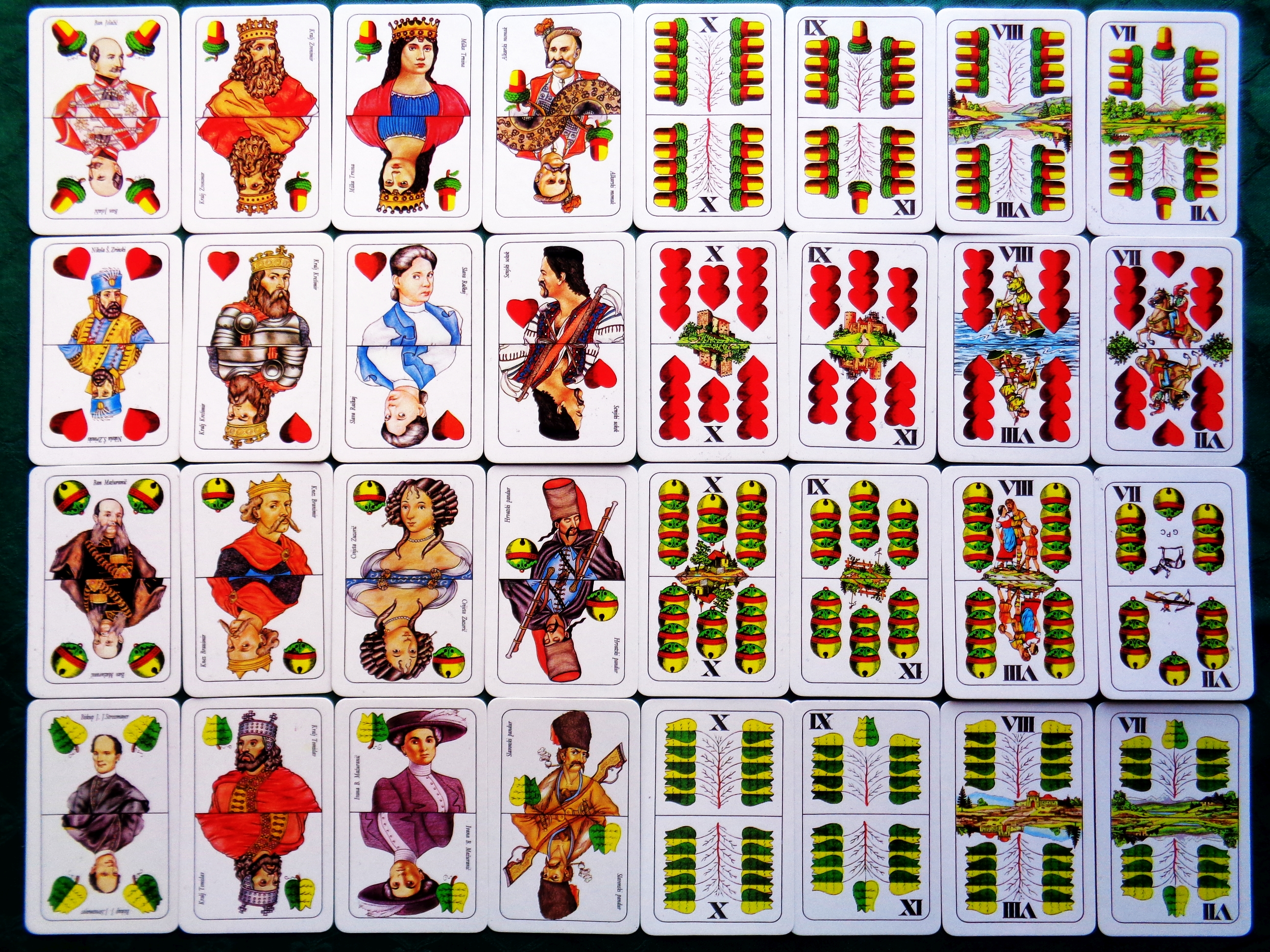
Karty typu niemieckiego (polskiego) – wzór niestandardowy z Chorwacji

Prezentowane tu są reguły oficjalne, ustanowione na XXVII Kongresie Skatowym w 1998 r. i obowiązujące do dziś od 1999 r. Każda gra składa się z następujących po sobie faz: 
- rozdania kart,
- licytacji i ewentualnej wymiany kart na karty w skacie przez zwycięzcę,
- zadeklarowania gry,
- rozgrywki,
- ustalenia punktacji.

W grze biorą udział trzy osoby, przy czym w każdej rozgrywce jeden gracz zwany solistą lub grającym gra w pojedynkę przeciw pozostałej dwójce. Dopuszczalna jest też gra w cztery lub więcej osób, jednak w rozgrywce uczestniczą zawsze trzy osoby.
Każdy gracz otrzymuje dziesięć kart zgodnie z ruchem wskazówek zegara zaczynając od gracza siedzącego po lewej stronie rozdającego. Rozdanie przebiega w charakterystyczny sposób: w pierwszej serii rzutów każdy otrzymuje naraz trzy karty, w drugiej cztery a w trzeciej ponownie trzy. Między pierwszą a drugą serią rozdający odkłada na środek dwie karty, które tworzą tzw. skat lub tajlong. W zależności od kolejności otrzymywania kart graczy nazywa się siedzącymi odpowiednio "na przodku", "na środku" i "na zadku" (lub po prostu "Przodkiem", "Środkiem" i "Zadkiem"). W grze trzyosobowej rozdający jest jednocześnie graczem na zadku. Przed rozdaniem talię należy przetasować i dać do przełożenia Środkowi, który musi przełożyć co najmniej cztery karty. Następnym rozdającym jest ten gracz, który był Przodkiem w poprzedniej grze.
Niezwykłą cechą skata jest to, że rozgrywany kontrakt ma wpływ na starszeństwo kart.

### Licytacja, wymiana kart, zadeklarowanie gry
Licytacja, zwana też rajcowaniem, polega na pytaniu się innego gracza o to, czy ugrałby grę o danej wartości. Licytację zawsze zaczyna Środek pytając Przodka  o określoną wartość gry (min. 18) lub mówiąc "Pas" jeśli sam nie byłby zdolny wygrać żadnej gry. Po pytaniu Przodek może albo spasować, albo odpowiedzieć twierdząco; w tym drugim przypadku Środek albo pasuje, albo pyta o kolejną wartość. W momencie gdy któryś z nich spasuje, do licytacji dołącza Zadek i przejmuje rolę pytającego. Jeśli na samym początku licytacji spasują Środek i Zadek, Przodek może albo zdecydować się na grę, albo również pasuje i następuje nowe rozdanie. Wartości w licytacji podawane są w następującej kolejności: 
18 - 20 - 22 - 23 - 24 - 27 - 30 - 33 - 35 - 36 - 40 - 44 - 45 - 46 - 48 - 50 - 54 - 55 - 59 - 60 itd.,
przy czym dopuszczalne jest przeskoczenie do określonej wyższej wartości przez pytającego. 
Gracz, który nie spasował, wygrywa licytację i staje się rozgrywającym, zwanym też solistą, gdyż gra on sam. Pozostali dwaj gracze grają przeciwko soliście na wspólny rachunek, ale niezależnie od siebie. Karty wchodzące w skład skata należą do solisty. Może on "dźwignąć" skata (inaczej grać "na widzianego"), czyli dołączyć go do swoich kart i odłożyć wybrane dwie na bok tworząc nowy skat, jak również może zdecydować się na grę "z ręki" (hand), czyli odłożyć skat bez poznawania jego zawartości i grać tylko kartami rozdanymi. 
Następnie solista wybiera rodzaj rozgrywki. Możliwe kontrakty to: 
- kolor,
- grand,
- null.

Wartość wybranej i rozegranej gry nie może być mniejsza od najwyższej wartości jaka padła w licytacji (w przeciwnym razie następuje przelicytowanie i porażka solisty).

### Grand i kolor

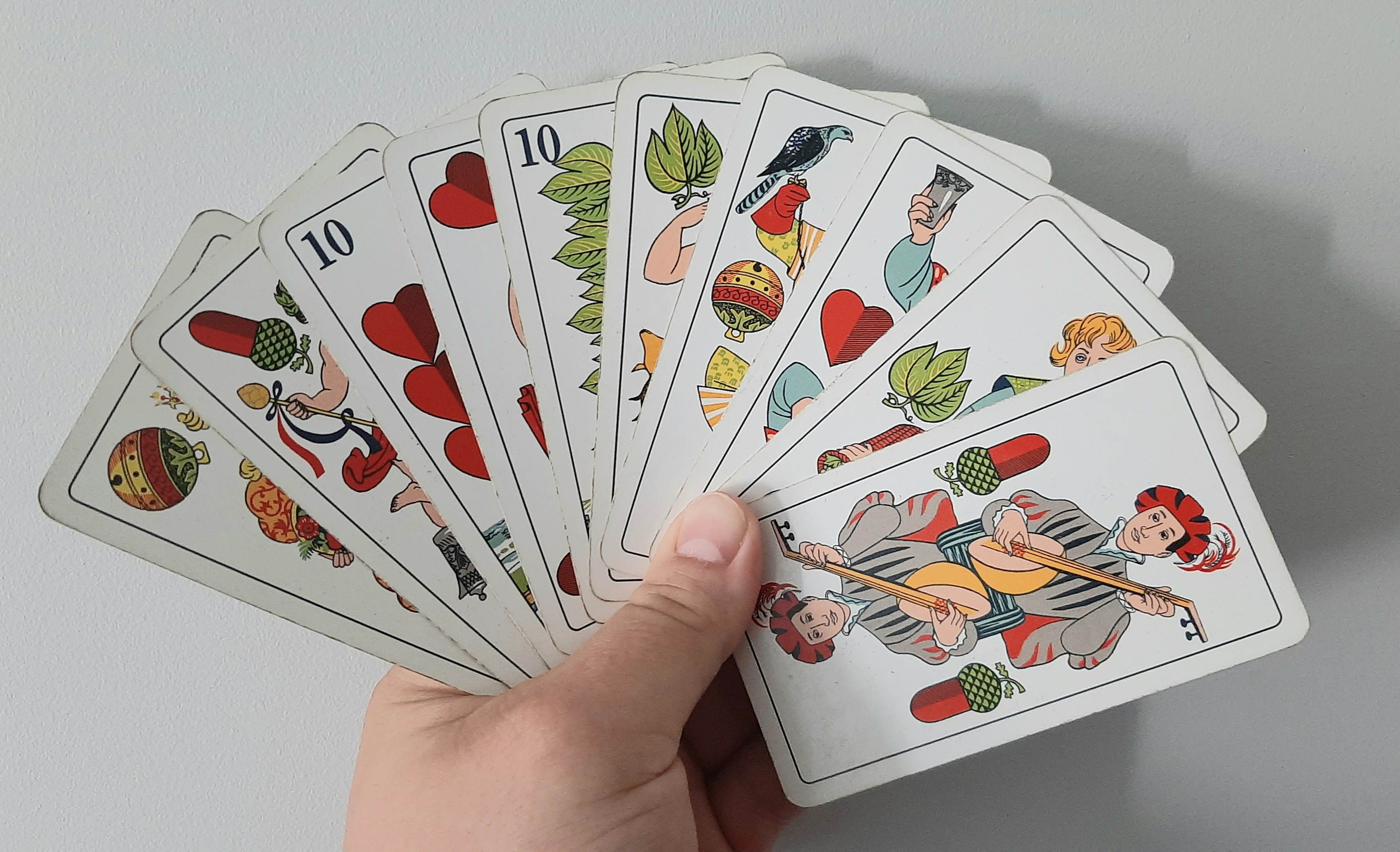
Grand Ouvert - najbardziej wartościowa rozgrywka w skacie.

W rozgrywkach grand i kolorowych celem solisty jest uzbieranie większej liczby oczek niż przeciwnicy. Oczka pochodzą z kart znajdujących się w skacie i zdobytych przez solistę lewach (sztychach). Każda karta ma ich określoną liczbę: as - 11, dziesiątka - 10, król - 4, dama (wyżnik) - 3, walet (niżnik) - 2, zaś pozostałe - 0. W całej talii jest zatem 120 oczek, dlatego solista do wygranej musi zdobyć ich więcej niż połowę, czyli co najmniej 61. 
W grze kolor jeden z kolorów jest kolorem atutowym, przy czym walety (niżniki) są najstarszymi atutami. Starszeństwo kart w kolorze atutowym jest następujące (od najstarszej): 
W♣️️, W♠️️, W♥️️, W♦️, A, 10, K, D, 9, 8, 7,
natomiast starszeństwo kart w kolorach nieatutowych jest następujące (od najstarszej): 
A, 10, K, D, 9, 8, 7.
Atut jest silniejszy od kart nieatutowych i młodszych atutów, ale przegrywa z silniejszym atutem. Rozgrywka grand jest identyczna z kolorową, jednak tutaj jedynymi atutami są walety, a koloru atutowego nie wybiera się.
Jeśli w rozgrywce grand lub kolor któraś ze stron - solista albo jego przeciwnicy - zdobędzie co najmniej 90 oczek, druga strona przegrywa "sznajder", inaczej jako "krawcy". Jeśli zaś któraś ze stron weźmie wszystkie lewy, wówczas druga strona przegrywa "szwarc" ("na czarno"). Szwarc jest rodzajem sznajdera, ponieważ biorąc wszystkie lewy zawsze przekracza się próg 90 oczek. Jednak gdy strona wzięła wszystkie 120 oczek, ale oddała drugiej choć jedną lewę, to jest to zwykły sznajder. Solista może dodatkowo zapowiedzieć sznajdera lub szwarca, to znaczy zobowiązać się do pokonania przeciwników wywołując którąś z tych sytuacji, ale tylko pod warunkiem, że uprzednio zdecyduje się na grę z ręki. Ponadto jeśli solista gra z ręki, może zdecydować się na grę otwartą (ouvert) i ujawnić swoje karty przeciwnikom pod warunkiem wzięcia każdej lewy (zapowiada jednocześnie szwarca).

### Null
W rozgrywce null (inaczej zerówce) solista zobowiązuje się oddać wszystkie lewy przeciwnikom - jeśli zdobędzie choć jedną, przegrywa a gra jest od razu przerywana. Jest to jedyna rozgrywka, w której nie występują atuty, co oznacza, że walety (niżniki) są częścią swoich kolorów. Starszeństwo kart jest inne niż w grandzie i kolorze (od najstarszej): 
A, K, D, W, 10, 9, 8, 7.
Oczka w tej rozgrywce nie odgrywają żadnej roli, gdyż nie opiera się ona na nich zbieraniu. Także tu solista ma możliwość gry otwartej, ale w przeciwieństwie do granda i koloru otwartą zerówkę można grać zarówno z ręki (Null Ouvert Hand), jak i z dźwignięciem skata (Null Ouvert).

### Rozgrywka
Polega na zbieraniu lew. Rozpoczyna ją zawsze Przodek kładąc dowolną kartę. Po nim, zgodnie z ruchem wskazówek zegara, kartę dokładają pozostali gracze. Istnieje obowiązek dokładania do koloru. Należy przy tym pamiętać, że w grach kolor i grand walety liczą się jako karty z koloru atutowego. Jeżeli nie można dołożyć do koloru można dołożyć dowolną kartę. Lewę zdobywa ten gracz, który wyłożył najstarszego atuta. Jeżeli w lewie nie ma atutów zdobywa ją ten gracz, który wyłożył najstarszą kartę w kolorze wistu. W przypadku gier otwartych Przodek wychodzi do pierwszej lewy dopiero po ujawnieniu swoich kart przez solistę. 
Lewy zebrane przez przeciwników solisty stanowią ich wspólną zdobycz. Gracze nie mogą pokazywać sobie kart (nie dotyczy to solisty grającego otwarcie) ani wymieniać ich między sobą. Zabronione jest też liczenie oczek na głos podczas gry. Można jednak zagrywając do nowej lewy sprawdzić poprzednią (ale tylko tę przed chwilą zebraną), do czego prawo ma każdy gracz przed swoim ruchem. Po zakończeniu rozgrywki solista ujawnia zawartość skata przeciwnikom. Następnie ma miejsce zliczanie oczek (tylko w rozgrywkach niezerowych) i ustalenie wyniku gry.

### Szczyty
|   | Z                       | Bez                     | Punkty |
| - | ----------------------- | ----------------------- | ------ |
| 1 | W♣ W♣ W♥ W♣ W◆ W♣ W♥ W◆ | W♠ W♠ W♥ W♠ W◆ W♠ W♥ W◆ | 1      |
| 2 | W♣ W♠ W♣ W♠ W◆          | W♥ W◆                   | 2      |
| 3 | W♣ W♠ W♥                | W◆                      | 3      |
| 4 | W♣ W♠ W♥ W◆             |                         | 4      |
Szczyty odgrywają bardzo ważną rolę przy ustalaniu wyniku. Są to sekwensy atutów od najsilniejszego (W♣ / U) do najsłabszego (w Grandzie - W◆ / U, w Kolorze - 7 atu) albo ich braku. Jeśli Solista ma W♣ (U), wówczas gra "ze szczytami", inaczej gra "bez szczytów". Ciąg posiadanych lub brakujących atutów liczy się zawsze od W♣ (U) aż do momentu kiedy zostanie on przerwany. Solista gra "z jednym" jeśli ma W♣ (U), ale nie ma W♠ (U) tj. gdy ma najsilniejszego tromfa, ale nie ma drugiego najsilniejszego; w odwrotnej sytuacji gra on "bez jednego" (nie ma najsilniejszego, ale jest drugi). "Z dwoma" solista gra jeśli ma W♣ i W♠ (U i U), ale brakuje mu W♥ (U), tj. są dwa najsilniejsze, ale brak trzeciego; "bez dwóch" jeśli brakuje mu dwóch najsilniejszych, ale jest trzeci. Każdy następny szczyt liczy się na tej zasadzie. Przy obliczaniu szczytów nie ma znaczenia ile faktycznie solista ma atutów - liczy się to ile po kolei ich ma lub nie ma (można np. mieć trzy walety lub niżniki, ale grać z jednym szczytem). 
Ponieważ w rozgrywce grand atutami są tylko walety lub niżniki, to można grać maksymalnie z czterema albo bez czterech szczytów. W grze Kolor można grać maksymalnie z 11 albo bez 11 (4 walety + 7 kart z koloru atu), co jest możliwe dlatego, że obliczając szczyty uwzględnia się także atuty znajdujące się w skacie (podczas rozgrywki można mieć w ręku tylko 10 kart). Za każdy element sekwensu solista otrzymuje 1 punkt, a zatem np. gra z czterema i bez czterech jest punktowana tak samo (+4 do poziomu).

### Ustalanie wyniku
Za wygraną solista otrzymuje tyle punktów, ile faktycznie warta była jego gra. Gdy jest ona równa zwycięskiej wartości w licytacji, to otrzymuje on dokładnie tyle punktów. Natomiast jeśli solista przegra, wówczas traci on dwukrotność wartości gry, jaką powinien był ugrać. W skacie sportowym stosuje się punktację Seegera-Fabiana, która stanowi uzupełnienie podstawowej. Za każde zwycięstwo solista otrzymuje dodatkowe 50 punktów. a w sytuacji gdy przegra traci dodatkowo 50 pkt. zaś przeciwnicy zyskują po 40 lub po 30 punktów (jeśli w grze bierze udział 4 graczy).    
Wartość gier grand i kolor ustala się mnożąc jej wartość podstawową przez poziom gry, czyli sumę punktów za cechy rozegranej gry:
wartość gry = wartość podstawowa gry × poziom (mnożnik) gry.
Wartość podstawowa rozgrywki grand jest stała, zaś o wartości podstawowej gry kolor decyduje wybór koloru atutowego:
- karo (◆) / dzwonek () - 9
- kier (♥) / czerwień () - 10
- pik (♠) / wino () - 11
- trefl (♣) / żołądź () - 12
- grand - 24

Stałymi punktami za grę są 1 punkt za rozgrywanie oraz co najmniej 1 punkt za tzw. szczyty (a zatem minimalny poziom gry to 2). Stąd odzywka "18" oznacza grę w karo / dzwonki na poziomie 2 (9 × 2 = 18). Punkty dodatkowe nie muszą pojawić się w każdej grze.
Punkty dodatkowe przysługują za dodatkowe elementy gry:
- za grę z ręki - 1 pkt
- za sznajdera - 1 pkt
- za szwarca - 2 pkt (w tym 1 za sznajdera)
- za zapowiedź sznajdera - 3 pkt (w tym po jednym za sznajdera i grę z ręki)
- za szwarca przy zapowiedzi sznajdera - 4 pkt
- za zapowiedź szwarca - 5 pkt (w tym jeden za szwarca i trzy za zapowiedź sznajdera)
- za grę otwartą - 6 pkt (w tym pięć za zapowiedź szwarca)

Przy grze z dźwignięciem skata można uzyskać dodatkowe punkty jedynie za sznajdera i szwarca.  
W przypadku rozgrywki null istnieją cztery jej warianty, każdy o stałej wartości: null zwykły (23), null hand (35), null otwarty (46), null hand otwarty (59).  
Przegrana solisty następuje w wyniku przelicytowania, które ma miejsce na skutek albo nieosiągnięcia wyznaczonego przez siebie celu, albo obniżenia poziomu gry, co jest możliwe tylko przy zmniejszeniu liczby szczytów podczas grania bez nich (np. solista otrzymał karty na grę "bez dwóch", ale w skacie znajdował się starszy atut, w wyniku czego gra on teraz nie "bez dwóch" a "z jednym" lub "bez jednego"). Aby uniknąć tego solista musi albo wybrać bardziej punktowaną grę, albo uzyskać dodatkowe punkty podczas gry podwyższając jej poziom. Ponadto jeśli zwycięska odzywka w licytacji jest wyższa niż wybrana przez solistę gra na jej poziomie, wówczas solista może grać tę grę na co najmniej jednym poziomie wyżej (np. jeśli zwycięską odzywką jest 20, a solista chce grać w karo / dzwonki, wówczas wartość jego gry musi wynieść min. 27, a zatem musi być to karo na poziomie 3, a nie 2).
Poniższa tabela zawiera zestawienie wszystkich wartości gier w skacie oraz znaczenia określonych wartości:
| Wartość gry | Znaczenie                                                                                                 |
| ----------- | --- |
| 17          | żartobliwa forma spasowania, zazwyczaj używana zanim któryś z graczy zalicytuje 18; inna wersja to "17,5" |
| 18          | ◆×2 |
| 20          | ♥×2 |
| 22          | ♠×2 |
| 23          | null |
| 24          | ♣×2 |
| 27          | ◆×3 |
| 30          | ♥×3 |
| 33          | ♠×3 |
| 35          | null z ręki (null hand)                                                                                   |
| 36          | ◆×4; ♣×3                                                                                                  |
| 40          | ♥×4 |
| 44          | ♠×4 |
| 45          | ◆×5 |
| 46          | null otwarty (null ouvert)                                                                                |
| 48          | ♣×4; grand×2                                                                                              |
| 50          | ♥×5 |
| 54          | ◆×6 |
| 55          | ♠×5 |
| 59          | null otwarty z ręki (null ouvert hand)                                                                    |
| 60          | ♥×6; ♣×5                                                                                                  |
| 63          | ◆×7 |
| 66          | ♠×6 |
| 70          | ♥×7 |
| 72          | ◆×8; ♣×6; grand×3                                                                                         |
| 77          | ♠×7 |
| 80          | ♥×8 |
| 81          | ◆×9 |
| 84          | ♣×7 |
| 88          | ♠×8 |
| 90          | ◆×10; ♥×9                                                                                                 |
| 96          | ♣×8; grand×4                                                                                              |
| 99          | ◆×11; ♠×9                                                                                                 |
| 100         | ♥×10 |
| 108         | ◆×12; ♣×9                                                                                                 |
| 110         | ♥×11; ♠×10                                                                                                |
| 117         | ◆×13 |
| 120         | ♥×12; ♣×10; grand×5                                                                                       |
| 121         | ♠×11 |
| 126         | ◆×14 |
| 130         | ♥×13 |
| 132         | ♠×12; ♣×11                                                                                                |
| 135         | ◆×15 |
| 140         | ♥×14 |
| 143         | ♠×13 |
| 144         | ◆×16; ♣×12; grand×6                                                                                       |
| 150         | ♥×15 |
| 153         | ◆×17 |
| 154         | ♠×14 |
| 156         | ♣×13 |
| 160         | ♥×16 |
| 162         | ◆×18 |
| 165         | ♠×15 |
| 168         | ♣×14; grand×7                                                                                             |
| 170         | ♥×17 |
| 176         | ♠×16 |
| 180         | ♥×18; ♣×15                                                                                                |
| 187         | ♠×17 |
| 192         | ♣×16; grand×8                                                                                             |
| 198         | ♠×18 |
| 204         | ♣×17 |
| 216         | ♣×18; grand×9                                                                                             |
| 240         | grand×10                                                                                                  |
| 264         | grand×11                                                                                                  |